# Sonic the Hedgehog Pocket Adventure
Sonic the Hedgehog Pocket Adventure (яп. ソニック・ザ・ヘッジホッグ ポケットアドベンチャー, Сонікку дза Хедзіхоггу Покетто Адобентя:), також просто Sonic Pocket Adventure — відеогра серії Sonic the Hedgehog у жанрі платформер, випущена ексклюзивно для портативної ігрової системи Neo Geo Pocket Color у 1999 році. Це друга гра про Соніка, випущена не для консолі компанії Sega (першою була Sonic Jam для Game.com).
Характерною особливістю проєкту є змішання двох варіантів дизайну їжака Соніка: один класичний, інший сучасний. Геймплей гри та стиль був запозичений із попередніх частин, що виходили на Mega Drive/Genesis та Game Gear. За сюжетом Сонік знову продовжує переслідувати лиходія — доктора Еґмана, який хоче знову захопити світ. Головний герой збирається у пригоду, щоб порушити підступні плани лиходія.
Sonic the Hedgehog Pocket Adventure була створена спільно компаніями Sonic Team та SNK. Після випуску гри частина команди заснувала компанію Dimps та продовжила співпрацю з Sega. Платформер позитивно оцінила ігрова преса. З переваг журналісти відзначили захопливий ігровий процес і дизайн рівнів з Sonic the Hedgehog 2, але до недоліків відносили технічні недоробки й коротке проходження.

## Ігровий процес

Сонік на рівні «Neo South Island». Дизайн локацій у грі запозичений з Sonic the Hedgehog 2, а геймплей схожий з першими частинами серії

Sonic the Hedgehog Pocket Adventure є двовимірним платформером і за своєю стилістикою схожа на попередні ігри за участю Соніка, які виходили на консолях Mega Drive/Genesis і Game Gear. За сюжетом доктор Еґман викрадає маленьких звірів для активізації своїх роботів і шукає смарагди Хаосу для захоплення світу. Головний герой їжак Сонік вирушає у пригоду, щоб порушити підступні плани лиходія.
Гравець має пройти дев'ять ігрових зон («Neo South Island», «Secret Plant», «Cosmic Casino», «Aquatic Relix», «Sky Chase», «Aerobase», «Gigantic Angel», «Last Utopia», «Chaotic Space»), на яких знаходяться різні вороги-роботи, так звані бадники (англ. badnik). Локації, своєю чергою, поділені на два акти. Сонік може атакувати своїх ворогів шляхом згортання в клубок у стрибку, або за допомогою прийому spin dash, розганяючись на місці та атакуючи швидкісним ударом у перекаті. На рівнях гравець збирає золоті кільця, які є захистом від ворогів, а при зборі 100 штук дають додаткове життя. Якщо герою було завдано шкоди, він втрачає всі зібрані кільця, без яких персонаж гине при повторному отриманні шкоди. Також на зонах розкидані бонуси, що зберігаються у спеціальних моніторах, наприклад, додаткове життя або збільшене прискорення. Проходження кожного акта обмежено десятьма хвилинами; в залежності від витраченого на проходження часу наприкінці акту гравцю присуджуються бонусні очки. У разі смерті персонажа гра починається заново або з контрольної точки. Дійшовши до кінця рівня, гравець повинен відзначити завершення цього рівня, торкнувшись таблички із зображенням Еґмана; наприкінці (крім «Aerobase») проходить битва з босом — це може бути сам Еґман, або Меха Сонік або єхидна Наклз.
Коли гравець завершує рівень мінімум з 50 кільцями, з'являється можливість перейти в один із шести бонусних рівнів — «Special Stages» — шляхом стрибка у велике кільце наприкінці акту. Як і в Sonic the Hedgehog 2, особливий етап Sonic Pocket Adventure представлений у вигляді різнобарвної довгої труби. Гравець повинен зібрати необхідну кількість кілець та уникати шипів, при зіткненні з якими ігровий персонаж втрачає частину набраних кілець. У разі вдалого проходження персонаж отримує Ізумруд Хаосу та додаткові очки за зібрані кільця. На «Special Stages» можна зібрати лише шість із семи смарагдів; останній камінь можна отримати після перемоги над босом лише на рівні «Last Utopia». Після збору всіх семи Ізумрудів Хаосу, відкривається останній рівень «Chaotic Space», де головний герой у супер-формі — з можливістю польоту, підвищеної швидкості та сили — бореться з Еґманом у космосі, як у Sonic & Knuckles. Перебування персонажа у цій формі обмежено кількістю наявних у нього кілець, яке щомиті зменшується.
Крім основної гри, в Sonic the Hedgehog Pocket Adventure присутні три додаткові режими. Перший, «Trial Room», куди входять «Time Trial» і «Advanced», є швидкісне проходження гри. «Advanced» відрізняється від «Time Trial» тим, що гравцю, крім швидкого проходження рівня, потрібно також збирати золоті кільця. Другий режим — «Duel Room» — дозволяє грати вдвох. Для мультиплеєра необхідно під'єднати дві портативні приставки за допомогою спеціального кабелю. У «Duel Room» є два варіанти гри — «Sonic Rush» і «Get the Rings». У «Sonic Rush» потрібно першим дійти до фінішу зони, а «Get the Rings» є збором певної кількості кілець. Перший гравець грає за Соніка, а другий — за лисенятка Тейлза; на відміну від інших серійних ігор, Тейлз не може літати, використовуючи свої хвости. Третє меню — «Puzzle Room». Тут гравець знаходить на рівнях шматочки пазлів та збирає з них картинку із зображенням персонажів серії Sonic the Hedgehog (а всього картинок у грі шість). Після збору всіх пазлів відкривається в меню музика з гри.

## Розробка та вихід гри

Титульний екран гри Sonic the Hedgehog Pocket Adventure. Хоча ігровий процес нагадує старі платформери серії з Mega Drive/Genesis та Game Gear, але оформлення меню схоже на стиль Sonic Adventure

У створенні Sonic the Hedgehog Pocket Adventure брала участь компанія SNK з якою Sega уклала угоду, надавши ліцензію на розробку. Таким чином, Sonic Pocket Adventure стала другою грою серії Sonic the Hedgehog, випущеної не для консолі компанії Sega (першою була Sonic Jam для Game.com). Розробники у новій грі використовували напрацювання попередніх частин франшизи. Так, рівні та спеціальний етап у Sonic Pocket Adventure були засновані на зонах із Sonic the Hedgehog 2, а музика була взята з таких ігор серії, як Sonic the Hedgehog 3, Sonic & Knuckles та Sonic Jam. У Sonic Pocket Adventure перший і єдиний раз було змішано класичний дизайн Соніка з його новим стилем, вперше представленим у платформері Sonic Adventure. Ігровий процес та рівні нагадують старі ігри серії, але водночас оформлення меню схоже на стиль Sonic Adventure.
Анонс Sonic Pocket Adventure відбувся в серпні 1999. В той таки час була представлена демоверсія гри, в якій показали перший рівень та нові ігрові режими, як-от Puzzle Mode. Під час розробки Sonic Pocket Adventure також зазнала деяких змін, наприклад, у фінальній версії відрізняється спрайт Соніка на спеціальних етапах. Розробники також вирішили в новій грі реалізувати багатокористувацький режим, що підтримує до двох гравців шляхом з'єднання приставок Neo Geo Pocket Color за допомогою спеціального кабелю.
Реліз платформера відбувся 30 листопада 1999 року у Північній Америці та 3 грудня того ж року у Європі. За початковою інформацією, на території Японії Sonic Pocket Adventure мала вийти 1 грудня, проте пізніше вихід було перенесено на 16 грудня. Остаточною датою випуску гри Японії стало 11 січня 2000 року. Після створення самого платформера, команда у 2000 році створила компанію Dimps, і продовжила співпрацю з Sonic Team, випустивши кілька проєктів для кишенькових ігрових консолей від Nintendo.

## Оцінки та думки
| Видання     | Оцінка |
| ----------- | ------ |
| AllGame     | [ 17 ] |
| GameSpot    | 8,3/10 |
| GamesRadar+ | 7/10   |
| IGN         | 10/10  |

Sonic the Hedgehog Pocket Adventure отримала високі оцінки від критиків. На сайті MobyRank гра має середню оцінку в 90 балів зі 100 можливих. Попри позитивні відгуки, грі не вдалося досягти високих продажів через низьку популярність приставки Neo Geo Pocket Color. 2012 року сайт GamesRadar помістив Sonic Pocket Adventure на шосту позицію у списку найкращих ігор серії Sonic the Hedgehog.
Оглядач сайту IGN, Крейг Харріс, назвав Sonic Pocket Adventure однією з найкращих ігор для Neo Geo Pocket Color. Джастін Тауелл з GamesRadar сказав, що проєкт об'єднав у собі найкраще з ігор 16-бітної епохи й помітив деяку схожість із Sonic the Hedgehog 2: «Це Sonic 2, просто… інший. І коротший»; проте він трохи розчарувався, що гра вийшла на непопулярну Neo Geo Pocket Color. Рецензент сайту AllGame у своєму огляді висловив побажання, щоб у Sonic the Hedgehog Pocket Adventure був сиквел. На VicioJuegos платформер був названий не лише найкращою портативною грою серії, а й однією з найкращих ігор про Соніка. Критик Бред Деві з Defunct Games назвав Sonic Pocket Adventure обов'язковим до покупки.
Високих похвал журналістів відзнався ігровий процес. Харріс похвалив рівні та цікаві головоломки, а також заявив: «Сонік завжди славився швидкістю, і на Neo Geo Pocket Color він у цьому не розчарував». І хоча критик виділив кілька недоліків у швидкості, але, на його думку, платформер від цього не став менш цікавим. Тауелл також позитивно оцінив захопливий ігровий процес та добрі рівні. Джефф Герстманн, оглядач із сайту GameSpot, теж позитивно сприйняв високу швидкість їжака, а єдиним недоліком назвав коротке проходження, але зазначив, що під час поїздки більшого і не треба. Представник із Sega-16 вважав, що Sonic Pocket Adventure за якістю не поступається своїм попередникам на Mega Drive та похвалив геймплей та мініігри, але був дещо розчарований відсутністю значних нововведень.
Графіка та візуальний стиль також були високо оцінені. На думку Харріса, «графічні деталі приголомшують», і хоча було помічено деякі графічні недоліки, вони незначні. Герстманн сказав, що графічно гра виглядає чудово, а рівні та персонажі опрацьовані краще, ніж у іграх для Game Gear. З цією думкою погодилися і на VicioJuegos. На The Video Game Critic «яскрава» графіка була гідно оцінена. Деві сказав, що візуальні ефекти є «соковитими» та «барвистими», похвалив анімацію та чудові, опрацьовані рівні. Тауелл відгукнувся про графічну складову більш стримано, назвавши її «порівняно простою».
Позитивно було оцінено музику гри та звукові ефекти. Джастін Тауелл зарахував мелодії зі старих частин франшизи до плюсів. Герстманн заявив: «Саундтрек відмінний, у грі навіть є озвучування логотипу Sega, яке прикрашало більшість попередніх ігор про Соніка». У Sega-16 похвалили приємну, гарну музику та звукові ефекти, проте через технічні обмеження приставки вони звучать не так добре, як на Mega Drive. Оглядач сайту Power Sonic назвав музику однією з найкращих у іграх про Соніка. «Мелодії є заразливими, і ви довго їх співатимете після вимкнення консолі», — зауважив Бред Деві.